# Virus de la immunodeficiència felina
El virus de la immunodeficiència felina (FIV o VIH felí) pertany al gènere Lentivirus, dins dels retrovirus. Difereix taxonòmicament del virus de la leucèmia felina (FeLV), però és extraordinàriament similar al virus de la immunodeficiència humana (VIH), causant de la SIDA: tenen una estructura, cicle de vida i patogènesi similar. Tot i això, s'ha de tenir en compte que les persones no són susceptibles a la infecció per FIV.
Va ser diagnosticat per primera vegada el 1986 dins d'una colònia de gats a Califòrnia. Des de llavors, molts casos de FIV han estat diagnosticats per tot el món.
S'ha de tenir en compte que no només ataca els gats, sinó també els altres felins tals com lleons, tigres i pumes.
Actua destruint les defenses del gat afectat (els limfòcits T), generant així una immunodeficiència que desemboca a la vegada en múltiples infeccions i complicacions cròniques, acabant en la mort de l'animal.

## Estructura del virió
L'estructura viral del virus de la immunodeficiència felina consisteix en un embolcall, core (amb l'ARN viral) i nucleocàpside. El core conté dues còpies del seu genoma ARN positiu monocatenari (en cada cas d'uns 9400 nucleòtids) i diversos enzims.
El virió té un diàmetre de 80 a 100 nanòmetres i és pleomòrfic. El seu embolcall viral també té unes projeccions d'uns 8 nanòmetres que cobreixen uniformement la superfície.
Pel fet de tenir embolcall extern, s'inactiven ràpidament pels desinfectants habituals, es deshidraten en poc temps i són poc resistents a les condicions ambientals.

## Genòmica del virió
Una de les característiques que diferencia als Lentivirus d'altres Retrovirus és la complexitat dels seus genomes virals.
Posseeix l'enzim transcriptasa inversa, el qual és capaç de crear una còpia d'ADN a partir d'ARN víric. Aquesta còpia d'ADN s'integra en forma de provirus en el genoma de la cèl·lula infectada i pot replicar-se juntament amb ella

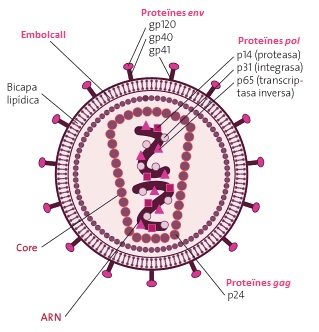
Estructura del VIF

### Proteïnes estructurals
El gènere Lentivirus comprèn complexos retrovirus que contenen els tres gens essencials:
- Gen gag (antigen específic de grup): codifica les proteïnes internes de les partícules víriques i conté la informació necessària per a produir el core i incorporar l'ARN viral al seu interior. També codifica la proteïna p24 de la càpside del virus, proteïna clau pel diagnòstic de la infecció.[2][8]

- Gen pol (polimerasa): codifica les proteïnes amb activitat enzimàtica responsables de la correcta replicació vírica: p14 (proteasa), p31 (integrasa) i p65 (transcriptasa inversa), a més d'altres enzims molt importants per la virulència del FIV.[2][8]

- Gen env (embolcall): codifica les proteïnes que s'insereixen en l'embolcall, com ara la gp120, gp40 i gp41. Aquestes proteïnes són les que interaccionen amb els receptors cel·lulars en la penetració del virus a la cèl·lula; és a dir, influeixen en la patogenicitat del virus, i són les dianes de la resposta immunitària humoral de l'hoste, induint la formació d'anticossos específics importants tant en la resistència natural, el diagnòstic com la vacunació.[2][8]

Els gens gag i pol no solen canviar entre les diferents soques. En canvi, en la regió SU (de la superfície o embolcall) del genoma del FIV, s'han identificat unes regions amb gran variabilitat (V1, V2, V3, V4 i V5). Són les diferències existents en les regions V3, V4 i V5 les que determinen els 5 subtipus filogenètics del virus A, B, C, D i E (A i B els més freqüents).
En un mateix gat infectat pot haver-hi diferents subtipus, la qual cosa indica una falta de protecció creuada entre aquests.

### Proteïnes reguladores
Els tres gens (env, pol i gag) es troben flanquejats per repeticions terminals llargues (LTR) que posseeixen la informació necessària per a l'inici i la terminació de l'expressió gènica, i també per altres petits marcs oberts de lectura que codifiquen diverses proteïnes reguladores que modulen la seva infectivitat, tal com:
- Gen rev: codifica una proteïna reguladora post-transcripcional que es detecta en el nucli de les cèl·lules infectades, per la qual cosa es creu que promou el transport d'ARN missatger víric del nucli al citoplasma cel·lular, augmentant a més la seva estabilitat.[2][8]
- Gen vif: codifica una proteïna accessòria necessària per a la infectivitat vírica. Participa en les primeres etapes del cicle de replicació, permetent que el virus pugui multiplicar-se dins les cèl·lules de l'hoste.[2][8]
- Gen orf-A: codifica la proteïna OrfA, que es necessita per la replicació eficient del virus en algunes línies cel·lulars, marcant el tropisme cel·lular del FIV.[2][8]

## Distribució geogràfica dels diferents subtipus de virus
L'agrupació geogràfica dels subtipus es distribueix de la següent manera:
- A Europa s'han observat majoritàriament els subtipus A i B. A Itàlia, Espanya i Portugal sobretot s'ha observat el subtipus B, mentre que al Regne Unit i països del nord com Alemanya i Holanda únicament el subtipus A.[9] A la resta d'Europa s'han trobat els dos subtipus.[2]
- En zones d'altres països com Austràlia, l'oest dels Estats Units, oest del Japó i Sud-àfrica, encara que el subtipus A és el predominant s'han observat altres subtipus.[2]
- A l'est del Japó, est i centre dels Estats Units, així com a Sud-àfrica s'ha observat sobretot el subtipus B, encara que aquest es distribueix per tot el món.[10]
- Els subtipus C, D i E són els menys comuns: el tipus C es distribueix al Japó, Estats Units i Canadà; el D únicament al Japó i l'E a Argentina i recentment també s'ha descrit a Sud-àfrica.[9]

## Formes de transmissió
El VIF es troba present a la saliva o sang dels gats, de manera que les mossegades entre aquests o les ferides que es generen en les baralles, constitueixen una via de transmissió fonamental. És per això, que es tracta d'una malaltia predominant en el sexe masculí (per les lluites establertes per la territorialitat).
S'havia considerat la no presència de transmissió transplacentària, pèro amb estudis experimentals s'ha refutat aquesta idea. Aquests estudis demostren que hi ha una transmissió de la infecció, des de la mare infectada (tan de forma aguda com crònica) als fetus dins de l'úter. A més a més, també han permès observar la possible infecció dels nounats durant el període lactant.
Això no obstant, dins d'una mateixa camada pot donar-se que no tots els fetus s'infectin.
Només una part de la cadellada resultarà infectada permanentment i la proporció de gatets que resultin infectats dependrà de la càrrega viral de la mare durant el període de gestació i el part. Si la mare presenta una infecció aguda, fins al 70% dels gatets poden resultar infectats, mentre que si la mare és asimptomàtica i està infectada de forma crònica, gairabé cap gatet de la cadellada resultarà infectat.
Es coneix de forma experimental altres formes de transmissió més ocasionals, tot i que no han estat documentades com a tals. Aquestes consisteixen en una infecció per la boca, nas, vagina i recte. Malgrat tot, no hi ha indicis que indiquin aquestes vies com a fonts importants de transmissió del virus.

## Tropisme
El FIV és un virus que es replica en moltes cèl·lules del SI tals com els limfòctis TCD4 i TCD8 positius, els Limf 
B, monòcits, macròfags, astròcits i cèl·lules de la microglia.
Això comporta una deficiència de leucòcits, febre o anèmia (entre altres coses) a llarg termini. L'evidència més important d'aquest tropisme és que l'animal perd la capacitat d'autoprotegir-se enfront de les infeccions, sent qualsevol bacteri, virus, fong o protozou el causant de malalties. Són aquestes infeccions secundàries les responsables de la majoria de signes clínics associats a la malaltia de la immunodeficiència felina i la principal causa de mort en gats VIF positius.

## Cicle

### Penetració del FIV a l'hoste
La molècula vírica que permet la penetració del virus a l'interior cel·lular és la glicoproteina gp-120, la qual s'uneix a un receptor de membrana present a les cèl·lules animals, el CD134. Aquesta primera unió implica un canvi conformacional de la proteïna vírica, fet que permet a la vegada una segona interacció d'aquesta amb el coreceptor CXCR4. Posteriorment a aquestes interaccions, es fusiona la envoltura vírica amb la membrana cel·lular produint-se la penetració vírica.
Cal tenir en compte que no ha estat demostrat en tots els tipus cel·lulars susceptibles de ser infectats per FIV, la presència del coreceptor CXRCR4. Per això cal suposar l'existència d'altres tipus de molècules receptores o mètodes d'entrada cel·lular.

### Què succeeix posteriorment a l'entrada del virus?
El FIV és un virus que presenta la capacitat de sintetitzar l'enzima transcriptasa inversa (RT). De manera que un cop es troba a l'interior cel·lular, pot transformar el seu RNA víric a DNA, amb el fi d'intercalar aquest en el DNA de la cèl·lula infectada. Aleshores estarà en fase de provirus.
En un principi, la RT actua trascrivint l'RNA víric en DNA, formant un híbrid RNA-DNA. Posteriorment, es polimeritzarà una 
altra cadena de DNA a partir de la cadena de DNA ja preformada prèviament, obtenint una doble cadena de DNA que pot ser intercalada en el DNA cel·lular.
Un fet molt important a tenir present és que la RT no té capacitat correctora. Per aquest motiu, el FIV és un virus que pot mutar molt fàcilment i ràpidament generant múltiples soques. Per altra banda, aquesta variabilitat genètica ajuda a evitar la detecció viral per part del SI de l'hoste.

### Fases de la patogènia del virus de la immunodeficiència felina
Podem distingir tres fases:.
- Fase de virèmia o virèmia aguda
- Fase asimptomàtica o de latència clínica
- Fase amb símptomes de caràcter lleu
- Fase d'immunodeficiència

#### Fase de virèmia inicial o virèmia aguda
Una vegada s'ha inoculat el virus FIV, per qualsevol de les vies de transmissió, seguirà els següents passos:
1. Arribarà a la sang i es replicarà en els limfòcits T i B i en els macròfags dels nòduls limfàtics regionals i altres òrgans limfoides com el timus i la melsa.[2]
2. Causarà una virèmia aguda que arribarà al seu nivell màxim a les 8-12 setmanes de la infecció. En aquesta fase de virèmia aguda apareixen signes clínics inespecífics: anorèxia, letargia, limfadenopatia i leucopènia transitòria.[2]

A causa d'aquesta virèmia inicial el virus es dissemina per la resta de l'organisme infectat afectant limfòcits, monòcits i macròfags de la medul·la òssia, tracte intestina, pulmó, ronyó i cervell. A nivell del cervell infecta a les cèl·lules endotelials, de la micròglia, astròcits i neurones.
Aquesta fase pot durar entre 3 i 6 mesos, després aquesta virèmia va decreixent. La caiguda de la virèmia coincideix amb el desenvolupament de la immunitat de tipus cel·lular i humoral, tot i que aquesta immunitat no és capaç d'eliminar la infecció.

#### Fase asimptomàtica o de latència clínica
Una vegada ha disminuït la càrrega viral en el plasma comença la fase asimptomàtica o de latència clínica. Aquesta fase pot durar mesos, anys o fins i tot tota la vida.
És una fase asimptomàtica però encara que els animals aparentin estar sans, es produeix una debilitació gradual del sistema immunitari. Disminueix el quocient CD4+/CD8+ perquè hi ha una disminució dels limfòcits T CD4+ col·laboradors que són essencials per a la immunitat cel·lular. Aquests limfòcits T CD4+ no només disminueixen en quantitat sinó que també en funcionalitat, en especial en la seva capacitat de reaccionar contra antígens i en la síntesi de interleuquina 2 (IL-2).Per tant, la infecció per FIV no té un període de latència real, ja que la infecció viral progressa encara que el gat sigui asimptomàtic.
Aquesta fase acaba en la fase amb símptomes de caràcter lleu, que seria l'inici de la fase d'immunodeficiència.

#### Fase d'immunodeficiència
La fase d'immunodeficiència de la malaltia és provocada per la mort dels limfòcits T CD4+ que provoca una baixada del quocient de limfòcits TCD4+ /TCD8+. S'anomena fase SIDA (Síndrome d'Immunodeficiència Adquirida) per la similitud amb el VHI (humana).
En aquesta fase trobarem infeccions oportunistes, ja que, l'animal serà incapaç de desenvolupar una resposta immunitària adequada.
Aquesta fase sol acabar en la mort per síndrome crònica de consumpció (pèrdua de pes i deteriorament físic), malaltia neurològica, neoplàsies o infeccions oportunistes sistèmiques. Davant d'aquest tipus d'infecció el temps estimat de vida són de cinc anys.

#### Període infectant de gats amb immunodeficiència felina
Els animals infectats són infectants d'ençà que s'inicia la fase de virèmia i en totes les fases de la malaltia, inclosa la fase de latència clínica. Són capaços d'eliminar virus, encara que sigui en dosis molt petites.

## Infecció crònica
La infecció dura tota la vida de l'animal perquè és un retrovirus. Una de les principals característiques dels retrovirus és que una vegada infecten la infecció es manté al llarg de tota la vida de l'animal. Això és degut al fenomen de latència, per mitjà del qual s'integra el provirus al genoma de les cèl·lules de l'hoste, on roman sense expressar-se i ocult al sistema immunitari durant llargs períodes.
Però aquesta fase de latència pot revertir, generalment per una immunosupressió deguda a l'administració de fàrmacs com els corticoesteroides, donant lloc a una expressió vírica i a la progressió de la infecció fins a acabar amb la mort de l'animal.
Perquè sigui un estat de latència verdader és necessari que el virus integrat no s'expressi, és a dir, que no es pugui detectar ni el virus, ni el seu RNA ni les seves proteïnes víriques en les cèl·lules sanguínies o en els teixits de l'animal. Per tant, en el cas del virus de la immunodeficiència felina no s'estableix un estat de latència verdadera, ja que encara que els gats infectats pel virus no presentin simptomatologia clínica el RNA o les proteïnes virals poden detectar-se en els teixits de l'animal, en el plasma, en el líquid cefalorraquidi, en els teixits limfoides i semen. Això és així perquè hi ha una contínua replicació vírica, però a nivells molt baixos.

## Resposta immunitària i efectes

### Resposta humoral

#### Aparició i evolució dels nivells d'anticossos
La resposta humoral és aquella que inclou la participació dels anticossos per atacar els antígens. En el cas de la immunodeficiència felina, en general aquests anticossos apareixen 2 o 4 setmanes després de la infecció, moment en què té lloc el pic en la virèmia inicial. En el cas que l'animal (felí) s'hagi vist exposat a una càrrega viral molt reduïda, els anticossos apareixeran passats mesos o anys.
Els nivells d'aquests anticossos es mantenen més o menys constants durant llargs períodes, tant de temps que poden romandre fins i tot anys. Tot i així, hi ha un descens d'aquests anticossos que s'observa en les etapes finals de la infecció.
En aquestes etapes es produeix el següent:
- Marcada disminució del coeficient CD4+/CD8
- Increment de la virèmia sanguínia
- Aparició de la síndrome de la immunodeficiència

#### Mecanisme d'acció dels anticossos
Els anticossos més rellevants són aquells que impedeixen l'entrada del virus, impedint així la patogènia. En el cas del FIV ens trobem amb anticossos neutralitzants que impedeixen la unió de les glucoproteïnes víriques als seus receptors cel·lulars. Aquests anticossos, actuen doncs, sobre les glucoproteïnes de la càpside del virus.

#### Immunitat passiva
Amb la immunitat passiva aquests anticossos tan efectius es transmet la mare a les seves cries a través del calostre, per tant, els gatets adquireixen una immunitat passiva contra el FIV durant el temps que romanguin aquests anticossos, en aquest cas, 1, 2 o 3 mesos tot i que s'ha observat algun cas de fins a 4 mesos.

### Resposta cel·lular
En la resposta cel·lular intervenen els limfòcits T, els quals s'encarreguen de moderar la destrucció d'agents patògens.
Aquesta resposta és essencial per dos motius:
- Paper important en l'eliminació de les infeccions víriques
- Regula les respostes humorals (veure apartat corresponent)

#### Limfòcits T CD8 + citotòxics
La resposta cel·lular dels limfòcits T CD8+ citotòxics es produeix 1 o 2 setmanes després de la infecció per FIV i abans que tingui lloc l'aparició dels anticossos neutralitzants propis de la resposta humoral. Els limfòcits T CD8+ citotòxics s'encarreguen d'induir apoptosis per diferents mecanismes en les cèl·lules infectades pel virus.
Tot i que aquesta la resposta cel·lular es manté durant tot el període asimptomàtic (quan encara no han tingut lloc els símptomes clínics), no és capaç d'eliminar la infecció i els gats queden infectats tota la seva vida.

#### Limfòcits TCD4
Hi ha dos tipus: els Th1 i els Th2. Els Th1 s'encarreguen de destruir cèl·lules infectades mentre que els Th2 estimulen els limfòcits B per tal que alliberin anticossos.
A causa de la seva actuació, es considera que els limfòcits TCD4 són els grans mediadors de la resposta immunitària. Per tal de realitzar correctament les seves funcions, necessita poder “comunicar-se” amb les altres cèl·lules i ho fa a través de les citocines. El FIV modifica la síntesi d'aquestes citocines, alterant així la resposta immunitària fent prevaldre la resposta humoral (Th2) davant de la cel·lular (Th1). Aquest fet condueix al fet que els animals (gats) infectats estiguin més predisposats a patir infeccions secundàries, per exemple, de Toxoplasma gondii. Aquestes infeccions secundàries són les responsables de moltes de les malalties associades a la immunodeficiència felina. 

### Canvis en la síntesi de citocines

#### Fase inicial
Trobem nivells incrementats de:
- Interferó gamma (IFN- γ).
- Factor de necrosis tumoral (TNFα).
- Interleuquina 10 (IL-10) en els limfòcits del timus i en nòduls limfàtics.[2]

#### Fase avançada
Té lloc una disminució de:
- Nivells d'interleuquina 2 (IL-2)
- Nivells d'interleuquina 12 (IL-12)
- Nivells d'INF-γ

A part, es produeix un marcat increment dels nivells de IL-10.

#### Coeficient IL-10 /IL-12
Es produeix un increment d'aquest coeficient, ja que en fases avançades de la infecció per FIV els nivells de IL-10 són alts i els nivells de IL-12 són baixos. Aquest increment pot ser responsable de dos fets: per una banda de la disminució de la resposta davant patògens secundaris; i per una altra banda, de la patogènia produïda pel FIV, ja que provoquen que hi hagi un canvi de la resposta de tipus cel·lular al tipus humoral.
Tot això, comporta a un declivi en la funcionalitat immunitària. 

### Mecanisme d'immunosupressió
La marca característica de la
patogènia d'aquesta malaltia és la desorganització progressiva de la funció immunològica. La immunosupressió es produeix per la destrucció de limfòcits T CD4+, l'activació de certa subpoblació de limfòcits T CD8+ citotòxics (inversió del quocient CD4+/CD8+ que provoca limfopènia) i alteracions en la funcionalitat de monòcits, macròfags, neutròfils, cèl·lules Natural Killer (NK) i
limfòcits CD4+ i CD8+. El FIV es replica en limfòcits CD4+ i CD8+, en macròfags, en astròcits i en cèl·lules de la micròglia.
Algunes soques del FIV es repliquen preferentment en limfòcits, i només mínimament en macròfags, mentre que altres soques són capaces de replicar-se igualment de bé en els dos tipus cel·lulars. Se sap que el reservori més gran de cèl·lules infectades en la sang perifèrica durant les primeres fases de la infecció són els limfòcits CD4+, però el canvi en el tropisme víric i la utilització de receptors en la infecció crònica encara és tema de debat. Es creu que durant les infeccions, els principals afectats són els limfòcits i que a mesura que persisteix l'atac del virus, aquest afecta cada cop més a macròfags. Pel que fa als receptors, el FIV no s'uneix a través de CD4 sinó a través de l'homòleg de CD9, així com de receptors de quimiocina alfa CXCR4.
El FIV pot aïllar-se de limfòcits ja entre els 10 i 14 dies després de la infecció; la virèmia creix ràpidament fins al dia 21. Durant les primeres setmanes d'infecció disminueixen tant les cèl·lules CD4+ com les CD8+, mentre que els limfòcits B no es veuen afectats. La quantitat de virus arriba al màxim entre les setmanes 7 i 8 i és llavors quan les cèl·lules CD4+ disminueixen com a resultat de destrucció de les que són infectades, disminució de la seva producció i apoptosis prematura. Després la virèmia disminueix gradualment fins que la càrrega vírica torna a créixer en les etapes terminals. En aquest moment hi ha una profunda depressió de la resposta a antígens timus dependents, però la resposta a antígens timus independents és normal.
La limfopènia inicial va seguida d'una forta resposta immunitària caracteritzada per la producció d'anticossos anti-FIV i un repunt de les cèl·lules CD8+ per damunt dels nivells previs de la infecció, ja que aquestes es recuperen però les CD4+ no. Això ocasiona una inversió persistent en relació CD4/CD8. Amb el pas del temps, les dues poblacions cel·lulars disminueixen gradualment. Els limfòcits experimenten un increment en l'apoptosi espontània i les cèl·lules CD4 que↵sobreviuen a vegades presenten menor↵reactivitat als mitògens.
A part de la disminució
quantitativa de les cèl·lules CD4+, els gats infectats per FIV mostren una disfunció de les cèl·lules immunitàries (per exemple pèrdua de la capacitat de proliferar dels limfòcits en resposta a un estímul). A més, pot detectar-se una significativa pertorbació de la producció de citocines que contribueix a la immunodeficiència. Es va demostrar que la immunitat mediada per cèl·lules resulta molt més afectada que la immunitat humoral. Les situacions d'inflamació crònica, neoplàsies i infeccions per organismes intracel·lulars són més habituals que
les infeccions oportunistes controlades per anticossos. Sembla que els gats infectats per FIV responen de forma adequada a les vacunes i que desenvolupen amb freqüència una hipergammaglobulinèmia policlonal característica d'una estimulació inespecífica de la immunitat humoral.
Altres alteracions que es donen en la FIV són la disminució en la producció de IL-2 i l'alta transcripció de IL-10, la qual pot ser que contribueixi a la immunodeficiència. Hi ha altes concentracions d'immunocomplexes circulants en el sèrum i dipositats en els glomèruls renals. Els gats afectats per FIV semblen tenir un nombre normal de limfòcits B, així com concentracions normals de IgM i IgA.

### Oncogènesi
El mecanisme pel qual
apareixen tumors possiblement és de tipus indirecte, per una menor vigilància de la resposta cel·lular citotòxica o per la hiperplàsia crònica dels limfòcits B. No obstant això, no s'ha descartat totalment un possible paper directe del virus en l'oncogènesi dels limfomes, ja que se sap que un gat amb immunodeficiència té augmentada per cinc la possibilitat de tenir limfoma.
Per tant, més que estar directament relacionat amb l'aparició de tumors, el virus inhibeix els factors supressors tumorals i activa els oncògens. El tumor més freqüent és el limfoma de cèl·lules B i les varietats més habituals trobades són els limfomes en cap i coll, el limfoma renal i l'alimentari, amb els símptomes corresponents a cada localització.
Altres tumors descrits en associació al FIV són els carcinomes mamaris, de cèl·lules escamoses, trastorns mieloproliferatius i fibrosarcomes. 

### Neuropatogènia
El FIV és capaç de provocar lesions inflamatòries de teixit nerviós en aproximadament el 30% dels gats infectats. Aquestes lesions afecten el nucli caudat, al mesencèfal i a la porció rostral del tronc cerebral. El FIV també es relaciona amb desmielinització en les columnes dorsals de la medul·la espinal, vacuolització de les beines de mielina en les arrels de nervis espinals i infiltració perivascular i perineuronal de cèl·lules mononuclears, així com amb nòduls glials. Les síndromes neurològiques es manifesten amb  demència, convulsions, espasmes facials, trastorns del somni, canvis de comportament (agressivitat o por) i conducta compulsiva o atàxia. En menor grau les lesions deriven d'inefccions secundàries amb Toxoplasma i Cryptococcus. 
És freqüent que durant la fase de virèmia, els virus travessin la barrera hematoencefàlica, sols o vehiculats per limfòcits i monòcits, infectant cèl·lules endotelials, cèl·lules de la micròglia, astròcits i neurones, donant lloc a alteracions neurològiques i del comportament. El virus de la FIV pot infectar les cèl·lules de la micròglia de forma molt ràpida després de la fase de virèmia i replicar-se en elles a pesar de la resposta inflamatòria que es produeix. Posteriorment, el virus ja no podrà ser eliminat de les cèl·lules de la micròglia i, per tant, el cervell quedarà com un reservori del virus, podent reactivar-se la replicació vírica en qualsevol moment.  
En la patogènia nerviosa dels retrovirus felins podrien estar implicades les noves variants víriques neurotròpiques que es produeixen, cada cop més adaptades al cervell:  la replicació vírica es dona en les cèl·lules glials i en macròfags cerebrals majoritàriament, causant d'aquesta manera dany
al sistema nerviós central i lesions al còrtex cerebral. També podria estar implicada la glicoproteïna d'embolcall gp120, amb un marcat caràcter neurotòxic en augmentar les concentracions de calci intracel·lular en les neurones que infecten. Els limfòcits T CD8+ també estarien relacionats, ja que activen l'alliberació de neurotoxines per als macròfags, com l'òxid nítric, que mata a les cèl·lules nervioses. Això és un
altre exemple de com la immunitat dels animals infectats pot estar col·laborant indirectament amb la mateixa patogènia dels retrovirus.

## Proves diagnòstiques
Els símptomes, les alteracions laboratorials i els llargs períodes asimptomàtics que acompanyen la infecció per FIV són insuficients per poder diagnosticar de ciència certa la malaltia, per tant necessitem recórrer a les proves diagnòstiques. Les diverses proves diagnòstiques es poden dividir en dos subgrups: 
- Mètodes directes o virològics: consisteixen a evidenciar la presència o bé del virus o bé del seu genoma (llavors parlem de provirus). Les dues proves diagnòstiques que trobem dins aquest subgrup són:
  - Cultiu i aïllament del virus
  - PCR
- Mètodes indirectes o serològics: consisteixen en la detecció d'anticossos específics per la FIV, que estan presents durant tota la vida de l'animal infectat. Les tècniques que trobem dins aquest subgrup de mètodes són les següents:

- - ELISA

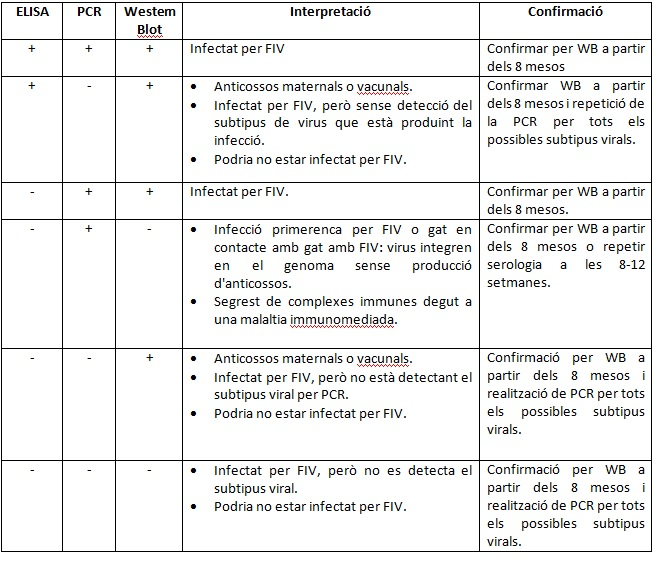
Diagnòstic per un gat menor de 6 mesos

  - Immunocromatografia o immunomigració ràpida
  - Western Blot
  - IFI (immunofluorescència indirecta)

Tenint en compte aquest conjunt de proves diagnòstiques, per poder diagnosticar la infecció per FIV se segueixen una sèrie de regles generals que són les següents:
- Realitzar una ELISA al cap de 15 dies i dos mesos després del possible contagi per mossegada (incloent-hi gats que no sabem el seu estat).
- Confirmar qualsevol test ELISA positiu mitjançant:
  - PCR si el gat és menor de 6 mesos d'edat: d'aquesta manera descartem la presència d'anticossos maternals pels tests serològics.
  - Western blot o PCR si el gat és major de 6 mesos.
  - PCR si sospitem que el gat pot estar vacunat per al FIV.
- Un resultat d'ELISA positiu en una població amb una prevalença baixa ha de ser confirmat sempre mitjançant PCR o Western Blot,

Per tant, les tres proves diagnòstiques més importants per poder interpretar i confirmar una infecció per FIV són la ELISA, i en el cas que doni positiu aplicarem o la PCR o el Western blot. Les característiques principals d'aquestes proves en relació al virus de la immunodeficiència felina són:
- ELISA: el test ELISA detecta anticossos anti-FIV contra tres proteïnes estructurals del virus: p15 i p24 (ambdues proteïnes de la nucleocàpsida del virus) i gp40 (glicoproteïna de la envoltura viral) en sèrum, plasma o sang sencera.Diagnòstic per un gat major de 6 mesos

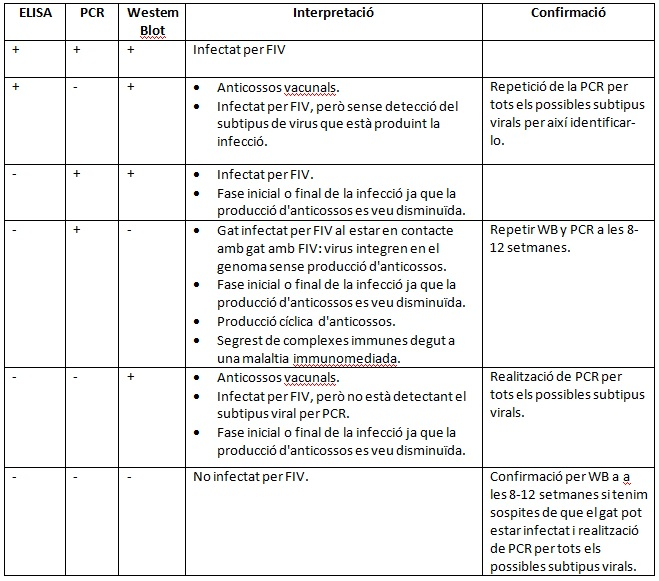
Diagnòstic per un gat major de 6 mesos

- PCR: la PCR detecta ADN proviral i permet obtenir grans quantitats d'una determinada seqüència d'ADN a partir d'un reduït nombre de molècules. Per a la realització de la mostra es necessiten els anomenats primers (oligonucleòtids específics)
- que són complementaris als extrems de la seqüència del DNA que es vol amplificar del virus. Com que el lentivirus té un ritme molt ràpid de mutació, les seqüències que han de ser amplificades poden variar i, per tant, el primer dissenyat no hibridaria
- correctament i no es produiria l'amplificació (això ens donaria com a resultat un gran nombre de falsos negatius). Per aquest motiu s'han dissenyat primers que hibridin amb seqüències molt conservades del genoma del virus de la FIV.
- Western Blot: en aquesta tècnica se separa el virus de la FIV en totes les seves proteïnes constituents mitjançant una electroforesi, que ens permet la detecció d'anticossos per cada proteïna individual del virus de la FIV. Es considera la tècnica d'elecció o ideal per al diagnòstic de la FIV.

Segons els resultats que s'obtinguin de l'aplicació d'aquestes tres proves les conclusions a les que arribarem són les que podem observar a les imatges de la dreta:

## Sígnes clínics
Podem distingir diferents signes clínics segons la fase de la infecció en què es trobi l'animal: 
- Fase de virèmia: febre moderada, apatia, anorèxia, linfadenopaties (trastorn inespecífic dels ganglis limfàtics), leucopènia (disminució del nombre de leucòcits), neutropènia (disminució del nombre de neutròfils) i diarrea.
- Fase asimptomàtica
- Fase de símptomes lleus: febre, linfadenopaties, anorèxia i canvis de comportament.
- Fase d'immunodeficiència: febre, gingivoestomatitis (infecció de la boca i les genives que porta a la presència d'inflamació i úlceres),anorèxia, linfadenopaties, infeccions secundàries, glomerulonefritis immunomediada (malaltia renal en la qual la part dels ronyons que ajuda a filtrar els productes de rebuig i líquids de la sang es danya), conjuntivitis, rinitis (inflamació del revestiment mucós del nas), otitis, diarrea, absessos cutanis, ectoparasitosi, micosi, trastorns neurològics, artritis, anèmies immunomediades i tumors.[2][15]